# Brumby-ló

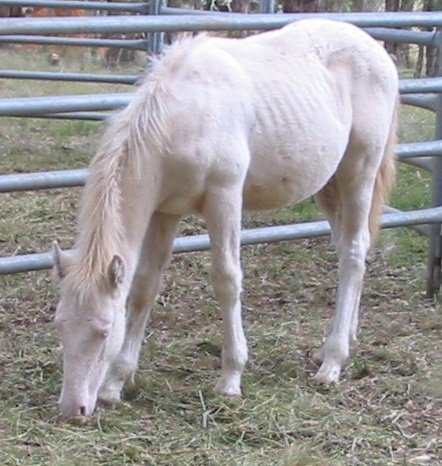

A brumby-ló Ausztrália lakatlan területein élő kis termetű, szívós lófajta, amely elvadult házi lovaktól származik. Nevének eredete bizonytalan, erre több, egymást kizáró elmélet is létezik Ausztráliában.

## Története
A lovat az első európai telepesek, valamint aranyásók telepítették be a 19. században. Sok ló megszökött, vagy a tulajdonos szabadon engedte őket, amikor lakóhelyet változtatott.
A 20. század elején, amikor a földművelést egyre inkább gépesítették, ismét sok farmer engedte szabadon az igáslovát. Queenslandben, északon, Nyugat- és Dél-Ausztráliában nem sokkal később megjelentek a „bozótlovak”.
A lovak lyukakat vájtak a földbe vizet keresve, letarolták a zöld területeket, és ledöntötték a kerítéseket. Irhájuk és szőrük hamarosan keresetté vált, így a lovakat összeterelték és lelőtték.
A farmerek még ma is brumby-lovak százait fogják be, mert olyan élősködők találhatók bennük, amelyek átkerülnek a juhokra és a szarvasmarhákra is. Néhány lovat idomítanak és nyereg alá szoktatnak, a legtöbbet azonban levágják, és állateledellé dolgozzák fel, vagy húsukat olyan országokba exportálják, ahol kedvelt étel.

### Élettere
A brumby-ló kerüli a legbarátságtalanabb sivatagos vidékeket, inkább a félsivatagos területeket népesíti be, ahol talál némi növényzetet és ivóvizet. A lovak néhol tekintélyes csapatokat alkotnak, amely akár 70 állatból is állhat, többnyire azonban egy tucatnyi ló verődik csoportba. A ménes 50-150 négyzetkilométeres területen él, amelynek nagysága attól függ, hogy mennyi az ivóvíz és a legelő. A brumby-ló körülbelül 20 évig él.

## Jellemzői
A brumby-ló alakja és színe a különböző ősök miatt rendkívül változatos, ezért nem ismerik el önálló fajtának. 120 centimétert ritkán meghaladó marmagasságával a brumby-ló sok más elvadult háziállathoz hasonlóan lényegesen kisebb, mint azok a lovak, amelyektől származik. A brumby-ló többnyire pej vagy sárga, néha sötétsárga, fakó vagy szürke. Farka és sörénye általában hosszú és sűrű.